# 比利時—日本關係
比利時–日本關係，是指比利時與日本間的雙邊關係。比利時在東京設有大使館，並在札幌、名古屋、京都、大阪及福岡有五個榮譽領事館。日本則在布魯塞爾設有大使館。

## 延伸阅读
- Dirk De Ruyver and Trainspot KK, The Belgian Legation in Yokohama 1874-1893, Belgian Embassy in Tokyo, 2009, 34 p.
- Haazen, Jo.  (PDF). The Bulletin (The Guild of Carillonneurs in North America). 2019, 68 (1): 34–38  [2021-07-03]. OCLC 998832003. （原始内容存档于2021-02-10）.

## 外部連結
- 维基共享资源上的相關多媒體資源：比利時—日本關係
- Embassy of Belgium in Tokyo （页面存档备份，存于）
- Embassy of Japan in Brussels （页面存档备份，存于）